# Kotajk
Kotajk (arménsky: Կոտայք) je provincie v Arménii. Nachází se v centrální části země. Hlavní město provincie je Hrazdan. Je to domov často navštěvovaných destinací Garni a Geghard a známého lyžařského resortu Cachkadzor.

## Města v provincii
| Město       | Počet obyvatel (2011) | Fotografie |
| ----------- | --------------------- | ---------- |
| Hrazdan     | 53 400                |            |
| Abovjan     | 46 800                |            |
| Čarencavan  | 25 100                |            |
| Jeghvard    | 12 400                |            |
| Nor Hačen   | 10 400                |            |
| Bjureghavan | 8 600                 |            |
| Cachkadzor  | 1 600                 |            |